# Kerstin Voigtländer
Kerstin Voigtländer ist eine deutsche Handballtrainerin und ehemalige Handballspielerin.

## Vereinskarriere
Kerstin Voigtländer spielte beim SC Magdeburg in der höchsten Spielklasse der Deutschen Demokratischen Republik, der Oberliga, und bei Bayer 04 Leverkusen in der Handball-Bundesliga.
Mit dem Magdeburger Team stand sie im Finale des FDGB-Pokals 1988/1989.
In der Oberliga zählte sie mehrmals zu den besten Torwerferinnen, so belegte sie in der Liste der besten Torwerferinnen in der Spielzeit 1986/1987 mit 89 Toren (davon 40 Siebenmeter) Platz 3, in der Spielzeit 1987/1988 mit 125 Toren (davon 65 Siebenmeter) Platz 2 und in der Spielzeit 1989/1990 mit 74 Toren (davon 26 Siebenmeter) Platz 8.

## Nationalmannschaft
Für die DDR-Nationalmannschaft nahm sie an der Weltmeisterschaft 1986 in den Niederlanden teil und wurde mit dem Team Vierte, wobei sie mit 24 Toren in sieben Spielen zum Erfolg beitrug.
Sie bestritt mindestens 79 Länderspiele.

## Trainerkarriere
Sie trainierte Mannschaften von Bayer 04 Leverkusen (bis 2004) und TV Strombach. Im September 2007 übernahm sie das Training der ersten Frauen-Mannschaft des 1. FC Köln.